# ماسیمو ولتا
ماسیمو ولتا (انگلیسی: Massimo Volta؛ زادهٔ ۱۴ مهٔ ۱۹۸۷) بازیکن فوتبال اهل ایتالیا است.
از باشگاه‌هایی که در آن بازی کرده‌است می‌توان به باشگاه فوتبال پروجا، باشگاه فوتبال پارما، باشگاه فوتبال لوانته، باشگاه فوتبال سمپدوریا، باشگاه فوتبال چزنا، و باشگاه فوتبال ویچنزا اشاره کرد.